# Éliminatoires de la Coupe du monde de football 2018 : zone Afrique, groupe C
Navigation
Groupe B Groupe D
Le groupe C des éliminatoires de la Coupe du monde 2018 est composé de la Côte d'Ivoire, du Gabon, du Maroc et du Mali.
Seul le 1er est qualifié pour la coupe du monde 2018. En cas d'égalité de points, à l'issue des matchs de groupe, celui-ci est désigné suivant les critères de la FIFA.

## Classement
| Rang | Équipe        | Pts | J | G | N | P | Bp | Bc | Diff |  | Résultats (▼ dom., ► ext.) |     |     |     |     |
| ---- | ------------- | --- | - | - | - | - | -- | -- | ---- |  | -------------------------- | --- | --- | --- | --- |
| 1    | Maroc         | 12  | 6 | 3 | 3 | 0 | 11 | 0  | +11  |  | Maroc                      |     | 0-0 | 3-0 | 6-0 |
| 2    | Côte d'Ivoire | 8   | 6 | 2 | 2 | 2 | 7  | 5  | +2   |  | Côte d'Ivoire              | 0-2 |     | 1-2 | 3-1 |
| 3    | Gabon         | 6   | 6 | 1 | 3 | 2 | 2  | 7  | -5   |  | Gabon                      | 0-0 | 0-3 |     | 0-0 |
| 4    | Mali          | 4   | 6 | 0 | 4 | 2 | 1  | 9  | -8   |  | Mali                       | 0-0 | 0-0 | 0-0 |     |

- Le Mali est éliminé à la suite de son match nul (0-0) face à la Côte d'Ivoire, le 6 octobre 2017.
- Le Gabon est éliminé à la suite de sa défaite (3-0) au Maroc, le 7 octobre 2017.
- La Côte d'Ivoire est éliminée à la suite de sa défaite (0-2) face au Maroc, leur adversaire termine premier du groupe et se qualifie pour la Coupe du monde de football de 2018, le 11 novembre 2017.

## Résultats et calendrier
Le calendrier du groupe C a été publié par la FIFA le 24 juin 2016, suivant le tirage au sort au Caire en Égypte.
| 1re journée                | Gabon                        | 0 – 0   | Maroc | Stade de Franceville, Franceville |                                 |
| 8 octobre 2016 16:00 UTC+1 |                              | (0 - 0) |       | Arbitrage : Hamada Nampiandraza   | Arbitrage : Hamada Nampiandraza |
| 8 octobre 2016 16:00 UTC+1 | Rapport (FIFA) Rapport (CAF) |         |       | Arbitrage : Hamada Nampiandraza   | Arbitrage : Hamada Nampiandraza |

| 9 octobre 2016 | Côte d'Ivoire                                   | 3 – 1   | Mali         | Stade de la Paix, Bouaké |                          |
| 18:00 UTC+1    | Kodjia 26e · Coulibaly 31e (csc) · Gervinho 34e | (3 - 1) | 18e Yatabaré | Arbitrage : Joshua Bondo | Arbitrage : Joshua Bondo |
| 18:00 UTC+1    | Rapport (FIFA) Rapport (CAF)                    |         |              | Arbitrage : Joshua Bondo | Arbitrage : Joshua Bondo |

| 2e journée                   | Mali                         | 0 – 0   | Gabon | Stade du 26 mars, Bamako  |                           |
| 12 novembre 2016 18:30 UTC+1 |                              | (0 - 0) |       | Arbitrage : Janny Sikazwe | Arbitrage : Janny Sikazwe |
| 12 novembre 2016 18:30 UTC+1 | Rapport (FIFA) Rapport (CAF) |         |       | Arbitrage : Janny Sikazwe | Arbitrage : Janny Sikazwe |

| 12 novembre 2016 | Maroc                        | 0 – 0   | Côte d'Ivoire | Grand Stade de Marrakech, Marrakech |                             |
| 21:30 UTC+1      |                              | (0 - 0) |               | Arbitrage : Bernard Camille         | Arbitrage : Bernard Camille |
| 21:30 UTC+1      | Rapport (FIFA) Rapport (CAF) |         |               | Arbitrage : Bernard Camille         | Arbitrage : Bernard Camille |

| 3e journée                   | Maroc                                                                  | 6 – 0   | Mali | Complexe sportif Moulay-Abdallah, Rabat |                         |
| 1 septembre 2017 21:00 UTC+1 | Ziyech 19e (pen.) 60e · Boutaïb 27e · Hakimi 72e · Fajr 80e · Mahi 88e | (2 – 0) |      | Arbitrage : Sidi Alioum                 | Arbitrage : Sidi Alioum |
| 1 septembre 2017 21:00 UTC+1 | Rapport (FIFA) Rapport (CAF)                                           |         |      | Arbitrage : Sidi Alioum                 | Arbitrage : Sidi Alioum |

| 2 septembre 2017 | Gabon                        | 0 – 3   | Côte d'Ivoire                | Stade d'Angondjé, Libreville      |                                   |
| 18:00            |                              | (0 - 0) | 53e Gradel · 77e 83e Doumbia | Arbitrage : Bamlak Tessema Weyesa | Arbitrage : Bamlak Tessema Weyesa |
| 18:00            | Rapport (FIFA) Rapport (CAF) |         |                              | Arbitrage : Bamlak Tessema Weyesa | Arbitrage : Bamlak Tessema Weyesa |

| 4e journée             | Mali                         | 0 – 0   | Maroc |                                 |                                 |
| 5 septembre 2017 20h00 |                              | (0 - 0) |       | Arbitrage : Hamada Nampiandraza | Arbitrage : Hamada Nampiandraza |
| 5 septembre 2017 20h00 | Rapport (FIFA) Rapport (CAF) |         |       | Arbitrage : Hamada Nampiandraza | Arbitrage : Hamada Nampiandraza |

| 5 septembre 2017 | Côte d'Ivoire                | 1 – 2   | Gabon                 | Stade de la Paix, Bouaké    |                             |
| 18:00            | Cornet 58e                   | (0 - 2) | 20e Méyé · 30e Lemina | Arbitrage : Malang Diedhiou | Arbitrage : Malang Diedhiou |
| 18:00            | Rapport (FIFA) Rapport (CAF) |         |                       | Arbitrage : Malang Diedhiou | Arbitrage : Malang Diedhiou |

| 5e journée           | Mali                         | 0 – 0   | Côte d'Ivoire | Stade du 26 mars, Bamako               |                                        |
| 6 octobre 2017 19h00 |                              | (0 - 0) |               | Arbitrage : Helder Martins de Carvalho | Arbitrage : Helder Martins de Carvalho |
| 6 octobre 2017 19h00 | Rapport (FIFA) Rapport (CAF) |         |               | Arbitrage : Helder Martins de Carvalho | Arbitrage : Helder Martins de Carvalho |

| 7 octobre 2017 | Maroc                        | 3 – 0   | Gabon | Stade Mohammed-V                              |                                               |
| 20:00          | Boutaïb 38e 56e 72e          | (1 - 0) |       | Spectateurs : 65 000 Arbitrage : Victor Gomes | Spectateurs : 65 000 Arbitrage : Victor Gomes |
| 20:00          | Rapport (FIFA) Rapport (CAF) |         |       | Spectateurs : 65 000 Arbitrage : Victor Gomes | Spectateurs : 65 000 Arbitrage : Victor Gomes |

| 6e journée             | Gabon          | 0 – 0   | Mali | Stade de Franceville, Franceville |                          |
| 11 novembre 2017 15:30 |                | (0 - 0) |      | Arbitrage : Gehad Grisha          | Arbitrage : Gehad Grisha |
| 11 novembre 2017 15:30 | Rapport (FIFA) |         |      | Arbitrage : Gehad Grisha          | Arbitrage : Gehad Grisha |

| 11 novembre 2017 | Côte d'Ivoire  | 0–2   | Maroc                   | Stade Félix-Houphouët-Boigny, Abidjan |                            |
| 18:30            |                | (0-2) | 24e Dirar · 30e Benatia | Arbitrage : Bakary Gassama            | Arbitrage : Bakary Gassama |
| 18:30            | Rapport (FIFA) |       |                         | Arbitrage : Bakary Gassama            | Arbitrage : Bakary Gassama |

## Buteurs
Tableaux mis à jour après les résultats de la 6e journée
| Position | Joueur           | Pays          | Buts |
| -------- | ---------------- | ------------- | ---- |
| 1        | Khalid Boutaïb   | Maroc         | 4    |
| 2        | Seydou Doumbia   | Côte d'Ivoire | 2    |
| -        | Hakim Ziyech     | Maroc         | 2    |
| 4        | Maxwell Cornet   | Côte d'Ivoire | 1    |
| -        | Gervinho         | Côte d'Ivoire | 1    |
| -        | Max-Alain Gradel | Côte d'Ivoire | 1    |
| -        | Jonathan Kodjia  | Côte d'Ivoire | 1    |
| -        | Mario Lemina     | Gabon         | 1    |
| -        | Axel Méyé        | Gabon         | 1    |
| -        | Sambou Yatabaré  | Mali          | 1    |
| -        | Fayçal Fajr      | Maroc         | 1    |
| -        | Achraf Hakimi    | Maroc         | 1    |
| -        | Mimoun Mahi      | Maroc         | 1    |
| -        | Nabil Dirar      | Maroc         | 1    |
| -        | Mehdi Benatia    | Maroc         | 1    |

| Position | Joueur          | Pays | CSC | Adversaire    |
| -------- | --------------- | ---- | --- | ------------- |
| -        | Salif Coulibaly | Mali | 1   | Côte d'Ivoire |